# Buško Jezero
Buško Jezero är en sjö i Bosnien och Hercegovina.   Den ligger i entiteten Federationen Bosnien och Hercegovina, i den sydvästra delen av landet, 176 km väster om huvudstaden Sarajevo. Buško Jezero ligger 701 meter över havet. Arean är 56 kvadratkilometer. Den sträcker sig 8,4 kilometer i nord-sydlig riktning, och 12,4 kilometer i öst-västlig riktning.
Följande samhällen ligger vid Buško Jezero:
- Golinjevo (840 invånare)
- Vržerala (732 invånare)
- Rašeljke (388 invånare)
- Vrilo (357 invånare)
- Bukova Gora (319 invånare)
- Liskovača (249 invånare)
- Renići (143 invånare)

Runt Buško Jezero är det ganska tätbefolkat, med 93 invånare per kvadratkilometer.